# Зигмунт Солож-Жак
Зигмунт Юзеф Солож-Жак (народжений як Зигмунт Юзеф Крок, 4 серпня 1956 р.  у Радомі) - польський підприємець, власник багатьох підприємств, що працюють на ринку засобів масової інформації, телекомунікацій та фінансів, засновник Telewizja Polsat та президент Наглядової ради Polsat . 

## Життєпис
Має середню технічну освіту. Він взяв прізвище Солож після одруження з Ілоною Солож , тоді як прізвище Жак, коли розлучився зі своєю першою дружиною і одружився з Малгожатою Жак. Раніше він також був відомий як Пйотр Крок та Пйотр Підгорський. 
У заяві, надісланій 16 листопада 2006 року до Польського агентства з преси, Солож-Жак визнав, що в 1983 році він підписав зобов'язання співпрацювати з Департаментом І Міністерства внутрішніх справ  ; як агент співпраці з розвідкою він був завербований 18 жовтня 1983 року і до 26 червня 1985 р. був зареєстрований під псевдонімом TW Zeg . У 1980-х роках 20 століття йому видали консульський паспорт  . 
У 2013 році він був нагороджений Перлиною честі польської економіки (в категорії економіки) . Його жінка теж отримала Перлину честі, але трохи пізніше. 
У серпні 2019 року він заснував Програму «Чиста Польща»  . 

## Рейтинг найбагатших
У 2010 році він зайняв 488 місце у світовому рейтингу мільярдерів, його активи оцінюються у 2 мільярди доларів (другий поляк після Яна Кульчика )  . Згідно списку Forbes з 2009 року   він був найбагатшою людиною в Польщі, а активи оцінювалися в 3,9 мільярда злотих. У рейтингу 2007 року, його активи оцінили в 1,5 мільярда доларів, він посів 664 місце в списку найбагатших людей світу і посів четверте місце як найбагатший серед поляків  . За рік до цього він був 382 у світі, а також найбагатший чоловік у Польщі. У свою чергу, у списку найбагатших поляків за версією тижневика Wprost, його активи оцінювалися в 6,5 мільярда злотих, у 2008 році він зайняв 48 місце у списку 100 найбагатших людей Центральної та Східної Європи  .

## Приватне життя
Був одружений двічі. Від першого шлюбу з Ілоною Солож (розлучення 1991 р.) у нього є син Тобіас . Від шлюбу з Малгожатою Жак (розлучення 2014 р.) двоє дітей: Пйотр та Олександр  . 